# 백치 아다다 (1983년 드라마)
《백치 아다다》는 1983년 6월 11일에 방영된 TV문학관이다.

## 출연
- 김일란
- 김인문
- 장학수
- 이일웅
- 김난영
- 이치우
- 여운계
- 박용식
- 송창신
- 이대로
- 안광진
- 전원주
- 홍영자
- 곽정희
- 조은덕
- 남윤정
- 김재영
- 최재성
- 오숙
- 안성태
- 이동철